# Drusilla mahnerti
Drusilla mahnerti – gatunek chrząszcza z rodziny kusakowatych i podrodziny rydzenic.
Gatunek ten opisał po raz pierwszy w 1996 roku Roberto Pace na łamach „Revue suisse de Zoologie”. Jako lokalizację typową wskazano Makadara Forest na kenijskich Shimba Hills. Epitet gatunkowy nadano na cześć Volkera Mahnerta.
Chrząszcz o silnie błyszczącym, wydłużonym w zarysie ciele długości 4,3 mm. Głowa jest ruda, punktowana wyraźnie i pępkowato z wyjątkiem szerokiego niepunktowanego pasma przez środek. Czułki mają człony pierwszy, drugi i trzeci żółtoczerwonawe, a człony pozostałe rude. Rude przedplecze ma linię pośrodkową niepunktowaną, przód i boki punktowane bardzo niewyraźnie, część tylno-środkową zaś opatrzoną dołkiem oraz punktowaną wyraźnie i głęboko. Pokrywy są rude z brązowymi bokami zewnętrznymi i kątami przyszwowo-tylnymi. Kolor odnóży jest rudożółty z rudymi stopami. Odwłok jest rudożółty. U samca piąty z wolnych urotergitów odznacza się silnym punktowaniem z wyjątkiem nasadowej ⅓ oraz obecnością pary łukowato zakrzywionych kilów.
Owad afrotropikalny, znany wyłącznie z Kenii.